# Clinopodium weberbaueri
Clinopodium weberbaueri là một loài thực vật có hoa trong họ Hoa môi. Loài này được (Mansf.) Govaerts mô tả khoa học đầu tiên năm 1999.